# 알베르 아슬레르

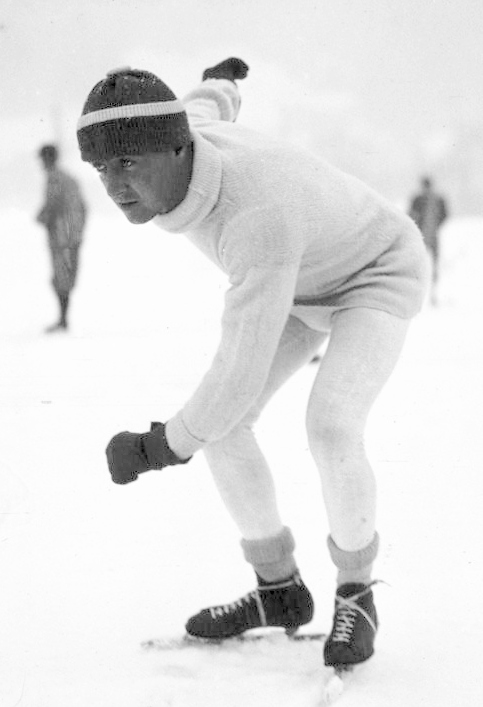
알베르 아슬레르

알베르 아슬레르(프랑스어: Albert Hassler, 1903년 11월 2일~1994년 9월 22일)는 프랑스의 아이스 하키 선수이자 스피드 스케이팅 선수이다.
아슬레르는 1924년 샤모니 동계 올림픽, 1928년 생모리츠 동계 올림픽과 1936년 가르미슈파르텐키르헨 동계 올림픽에서 프랑스 남자 아이스 하키 팀에 참가했다. 그는 또한 1924년 동계 올림픽때 스피트 스케이팅 500m 경기에서 18위를 했다. 그의 딸 니콜 아슬레르는 피겨 스케이팅 선수가 되었다.